# Wedge Tomb von Aughrim

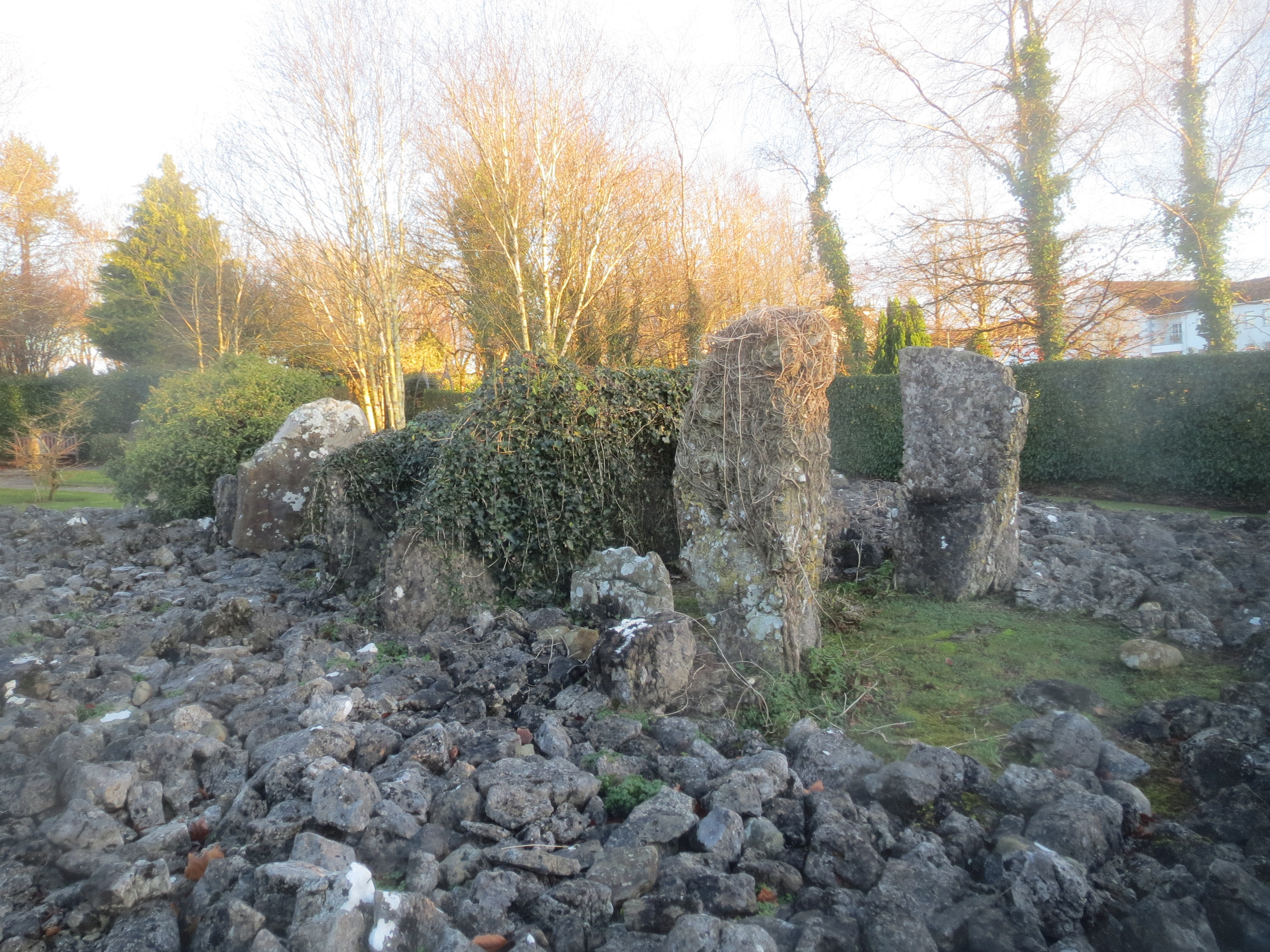
Wedge Tomb von Aughrim

Das Wedge Tomb von Aughrim (lokal auch „Giants Grave“ genannt) lag ursprünglich am Südosthang des Slieve Rushen im Townland Aughrim (irisch Eachdhroim) in unmittelbarer Nähe zur Grenze zu Nordirland bei Ballyconnell im County Cavan in Irland. Da es durch einen Steinbruch vom Abriss bedroht war, wurde es 1992 auf das Gelände des „Slieve Russell Hotels“ südlich von Ballyconnell versetzt (Lage: 54° 5′ 50,4″ N, 7° 33′ 35″ W).
Aughrim (Eachdhroim) ist ein in Irland häufiger vorkommender Townlandname mit der Bedeutung „Pferderücken“.
Die etwa 2000 v. Chr. entstandene Megalithanlage wurde 1992 von John Channing ausgegraben. Wedge Tombs („Keilgräber“, früher auch „wedge-shaped gallery grave“ genannt) sind doppelwandige, ganglose, mehrheitlich ungegliederte Megalithbauten der späten Jungsteinzeit und der frühen Bronzezeit in Irland.
Das Wedge Tomb besteht aus einem von Randsteinen gefassten runden Hügel mit einer etwa fünf Meter langen Galerie im Zentrum. Der Zugang zur Galerie wird durch eine Säule geteilt. Die Giebel werden von mehreren rechtwinklig zu den Wänden stehenden Steinen gestützt. Es gibt drei kleine zu einem späteren Zeitpunkt in den Steinhügel eingebaute Steinkisten.
Bei den Ausgrabungen wurden Beisetzungen und Brandbestattungen in der Galerie und in und unter dem Cairn gefunden. Einige verzierte Keramikscherben, die von Grabbeigaben stammen, wurden ebenfalls entdeckt.
Am Ortsrand von Ballyconnell gibt es das Court Tomb von Doon.